# Manuel Ângelo Filantropeno
Manuel Ângelo Filantropeno (em grego: Μανουήλ Ἂγγελος Φιλανθρωπηνός) foi um nobre bizantino que reinou na Tessália como vassalo bizantino com o título de césar de ca. 1390 até sua conquista pelos turcos otomanos em 1393. Era filho ou irmão do césar Aleixo Ângelo Filantropeno, que havia governado a Tessália desde o começo da década de 1370, sucedendo-lhe por volta de 1389/1390. Como Aleixo, reconheceu a suserania do imperador bizantino, adquirindo o título de césar em troca.
Em 1389, ele (ou Aleixo, se estava vivo) enviou ajuda ao governante de Janina, Esaú Buondelmonti contra as tribos albanesas do Epiro, e suas forças conjuntas conseguiram uma grande vitória sobre eles. Em 1393, contudo, os otomanos enviaram um grande exército que ocupou a Tessália. Manuel foi, assim, o último governante cristão da região inteira até 1878, quando tornou-se parte do Reino da Grécia. Também ele ou (menos provável) Aleixo foi o avô do governante sérvio Miguel Anđelović e o grande vizir otomano Mamude Paxá Angelović. Sua filha Ana Filantropena casou-se com o imperador de Trebizonda Manuel III.